# Fatima (film, 2020)
Fatima je americko-portugalský hraný film z roku 2020, který režíroval Marco Pontecorvo podle vlastního scénáře. Jeho tématem je mariánské zjevení ve Fatimě. Snímek měl světovou premiéru 14. srpna 2020.

## Děj
Město Fatima v Portugalsku v roce 1917. Desetiletá pastýřka Lúcia dos Santos a její mladší bratranec Francisco Marto a sestřenice Jacinta Marto, hlásí, že se jim zjevila Panna Marie. Jejich oznámení vyvolá ohlas mezi věřícími, ale rozzlobí katolickou církev a ateistické sekulární vládní úředníky, kteří se děti snaží donutit, aby se zřekly svých výpovědí. Když se zpráva o proroctví předem oznámeném Pannou Marií rozšíří, desítky tisíc náboženských poutníků proudí na místo v době, kterou označilo zjevení, aby byli svědky toho, co je dnes známé jako zázrak Slunce.

## Obsazení
| Stephanie Gil      | Lucie dos Santos |
| Alejandra Howard   | Jacinthe Marto   |
| Jorge Lamelas      | Francisco Marto  |
| Sônia Braga        | sestra Lucie     |
| Joaquim de Almeida | páter Ferreira   |
| Goran Višnjić      | Arturo           |
| Lúcia Moniz        | Maria Rosa       |
| Marco d'Almeida    | António          |
| Joana Ribeiro      | Panna Marie      |
| Harvey Keitel      | profesor Nichols |